# St. Vincent Times
Die St. Vincent Times ist eine Zeitung des in der Karibik liegenden Inselstaates St. Vincent und die Grenadinen.

## Allgemeines
Das Medium hat seinen Sitz auf der Hauptinsel des Landes, St. Vincent. Die Artikel der Zeitung erscheinen in der Landessprache Englisch. Bei Ereignissen aus der Region wird die Zeitung regelmäßig von großen internationalen Outlets wie beispielsweise der Washington Post oder der New York Daily News als Quelle herangezogen.